# Esther Rauch
Esther Rauch, auch Esther Hassfurther (* 1985 in Oberndorf bei Salzburg), ist eine österreichische Filmregisseurin und Drehbuchautorin.

## Leben
Esther Rauch wuchs in Salzburg auf. Nach der Matura mit musischem Schwerpunkt begann sie 2004 ein Studium an der Filmakademie Wien der Universität für Musik und darstellende Kunst Wien, zunächst als außerordentliche Hörerin. Ab 2005 studierte sie bei Peter A. Mayer und später bei Helga Bähr Produktion sowie Regie bei Peter Patzak. An der Filmakademie produzierte und inszenierte sie 2008 den Dokumentarfilm Brot und Spiele, 2011 erschien ihr Dokumentarfilm Heimat bist du....
Ab 2008 war sie bei der Dor Film tätig, unter anderem als Regie-Assistentin bei der Filmkomödie Die unabsichtliche Entführung der Frau Elfriede Ott (2010) von Andreas Prochaska mit Michael Ostrowski. Als Regieassistentin arbeitete sie beispielsweise auch mit Regisseuren wie David Schalko bei Wie man leben soll (2011), Wolfram Paulus bei Blutsbrüder teilen alles (2012) und Sabine Derflinger bei Anna Fucking Molnar (2017) und der Serie Vorstadtweiber zusammen.
Für den Österreichischen Rundfunk (ORF) führte sie bei der 2020 erstmals ausgestrahlten Comedy-Serie Wischen ist Macht mit Ursula Strauss abwechselnd mit Gerald Liegel und der 2021 veröffentlichten Serie Familiensache mit Andreas Vitásek Regie. Für die Mystery-Thriller-Serie Schnee von ORF und ARD inszenierte sie neben Catalina Molina vier Folgen.
2023 drehte sie den ORF/ARD-Degeto-True-Crime-Thriller Ohne jede Spur – Der Fall der Nathalie B. mit Luise von Finckh basierend auf der Entführung der Triathletin Nathalie Birli. Für ZDFneo setzte sie die Serie Bauchgefühl über ungewollte Schwangerschaft und Schwangerschaftsabbruch mit Laura Berlin in der Hauptrolle in Szenze, zu der sie gemeinsam mit Anneke Janssen auch das Drehbuch schrieb.
Der von ihr inszenierte NDR-Film Nord bei Nordost – Westend wurde 2024 zum Filmkunstfest Mecklenburg-Vorpommern eingeladen. 2025 drehte sie das ZDF-Familiendrama Neues Land mit Jördis Triebel und Lucy Gartner.

## Filmografie (Auswahl)
Als Regisseurin
- 2008: Brot und Spiele (Dokumentation)
- 2011: Heimat bist du... (Dokumentation)
- 2012: Lügen auf kubanisch
- 2020: Wischen ist Macht (Fernsehserie)
- 2021: Familiensache (Fernsehserie)
- 2023: Schnee (Fernsehserie)
- 2024: Bauchgefühl (Fernsehserie)
- 2024: Nord bei Nordost – Westend (Fernsehreihe)
- 2025: Ohne jede Spur – Der Fall der Nathalie B. (Fernsehfilm)

Als Drehbuchautorin
- 2008: Brot und Spiele (Dokumentation)
- 2011: Heimat bist du... (Dokumentation)
- 2020: Wischen ist Macht (Fernsehserie)
- 2024: Bauchgefühl (Fernsehserie)

Als Regie-Assistentin
- 2010: Die unabsichtliche Entführung der Frau Elfriede Ott
- 2011: Wie man leben soll
- 2012: Blutsbrüder teilen alles
- 2012: Mala fide (Kurzfilm)
- 2013: Zweisitzrakete
- 2013: Genau so geht’s! (Fernsehserie)
- 2014: Knall Genial (Fernsehserie)
- 2015: Gespensterjäger
- 2016: Gemischtes Doppel – Beinahe wahre Geschichten (Fernsehserie)
- 2017: Siebzehn
- 2017: Anna Fucking Molnar
- 2016–2018: Vorstadtweiber (Fernsehserie)
- 2018: Kalte Füße